# Protorhiza
Protorhiza là một chi bướm đêm thuộc họ Cosmopterigidae.